# Subdominio
Un subdominio es un subgrupo o subclasificación del nombre de dominio el cual es definido con fines administrativos u organizativos, que podría considerarse como un dominio de segundo nivel. En general, la función de un subdominio es separar las diferentes páginas de un sitio web para organizar los contenidos de forma más efectiva. En otras palabras, se podría decir que el subdominio se utiliza para referirse a una dirección web que trabaja como un anexo (o sitio relacionado) de un dominio. Normalmente es una serie de caracteres o palabra que se escriben antes del dominio y se puede representar de la siguiente forma:
http://www.subdominio.dominio_principal.com/
 o
En el caso de las empresas que prestan servicios de hospedaje de páginas web: hosting puede que permitan registrar subdominios, algunas lo proporcionan con distintas restricciones, ya sea por número de subdominios permitidos o por el servicio que prestan. Por ejemplo existen empresas que regalan un subdominio al momento de registrar un blog con ellos o algunas otras que prestan servicios de hospedaje gratuito.

Por ejemplo: https://es.wikipedia.org/

## Uso del subdominio
Los subdominios suelen ser utilizados por proveedores de servicios de Internet que brindan servicios web. Asignan uno (o más) subdominios a sus clientes que no tienen su propio nombre de dominio. Esto permite la administración independiente por parte de los clientes sobre su subdominio.
Los subdominios también son utilizados por organizaciones que desean asignar un nombre único a un departamento, función o servicio en particular relacionado con la organización. Por ejemplo, una universidad puede asignar "cs" al departamento de ciencias de la computación, de modo que se puedan usar varios hosts dentro de ese subdominio, como www.cs.example.edu.
Existen algunos subdominios ampliamente reconocidos incluyendo www, ftp. Esto permite una estructura en la que el dominio contiene directorios y archivos administrativos, incluidos directorios y páginas web ftp. El subdominio ftp puede contener registros y directorios de páginas web. El subdominio www contiene los directorios de las páginas web. La autenticación independiente para cada dominio proporciona control de acceso sobre los distintos niveles del dominio.